# Josep Pérez Moya
Josep Pérez Moya (Barcelona, 1 de febrero de 1953) es un político español que fue diputado al Congreso de los Diputados en la X Legislatura.

## Biografía
Comenzó a estudiar medicina en la Universidad Autónoma de Barcelona pero no acabó la carrera. Militante del PSUC primero y de Iniciativa per Catalunya Verds después, a las elecciones municipales españolas de 1983 fue elegido teniente de alcalde del ayuntamiento de El Prat de Llobregat, cargo que renovó a las siguientes elecciones municipales de 1987, 1991, 1995, 1999 y 2003. De 1995 a 2003 fue consejero de la Entidad Metropolitana del Transporte y miembro del Consejo de Administración del Instituto Metropolitano del Taxi. De 1999 a 2003 también fue vicepresidente de la Diputación de Barcelona.
En diciembre de 2006 fue nombrado director del Servicio Catalán de Tráfico, cargo que desarrolló hasta 2010. De 2013 a 2015 ha sido Coordinador del grupo metropolitano de ICV-EUIA-EPM al área metropolitana de Barcelona.
El abril de 2015 sustituyó en su escaño Laia Ortiz y Castellví, escogida diputada a las elecciones generales españolas de 2011 y que renunció al escaño cuando fue escogida regidora al ayuntamiento de Barcelona a las elecciones municipales españolas de 2015. Ha sido portavoz adjunto de la Comisión de Interior, de la Comisión de Industria, Energía y Turismo, de la Comisión de Agricultura, Alimentación y Medio ambiente, de la Comisión de Cooperación Internacional para el Desarrollo, de la Comisión sobre Seguridad Viaria y Movilidad Sostenible y de la Comisión para el Estudio del Cambio Climático.